# Mondonville

Mondonville este o comună în departamentul Haute-Garonne din sudul Franței. În 2009 avea o populație de 3.855 de locuitori.

## Evoluția populației
| An        | 1975  | 1982  | 1990  | 1999  | 2006  | 2009  |
| --------- | ----- | ----- | ----- | ----- | ----- | ----- |
| Populație | 1.029 | 1.245 | 1.366 | 1.900 | 2.689 | 3.855 |

## Monumente

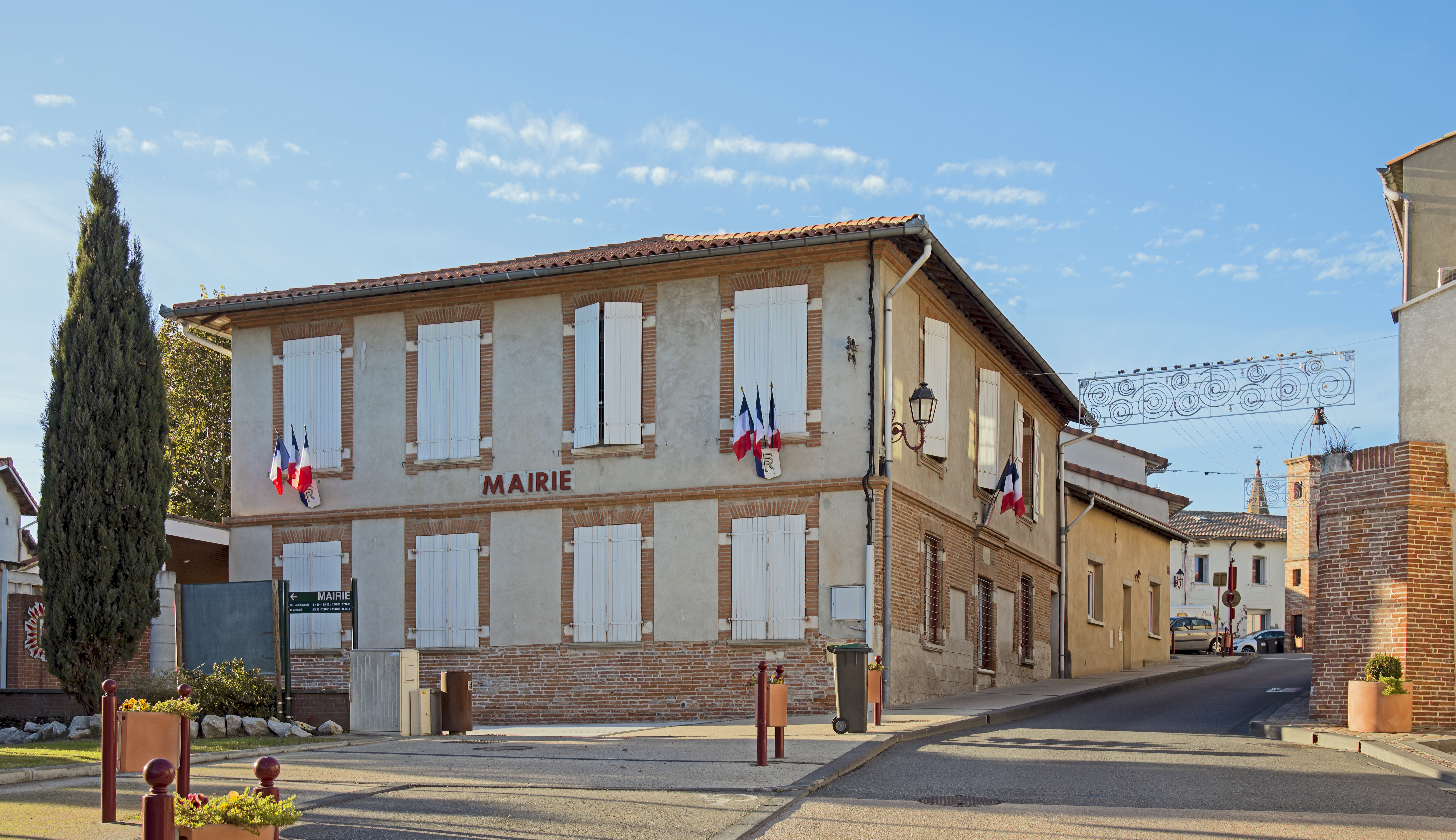
Primărie
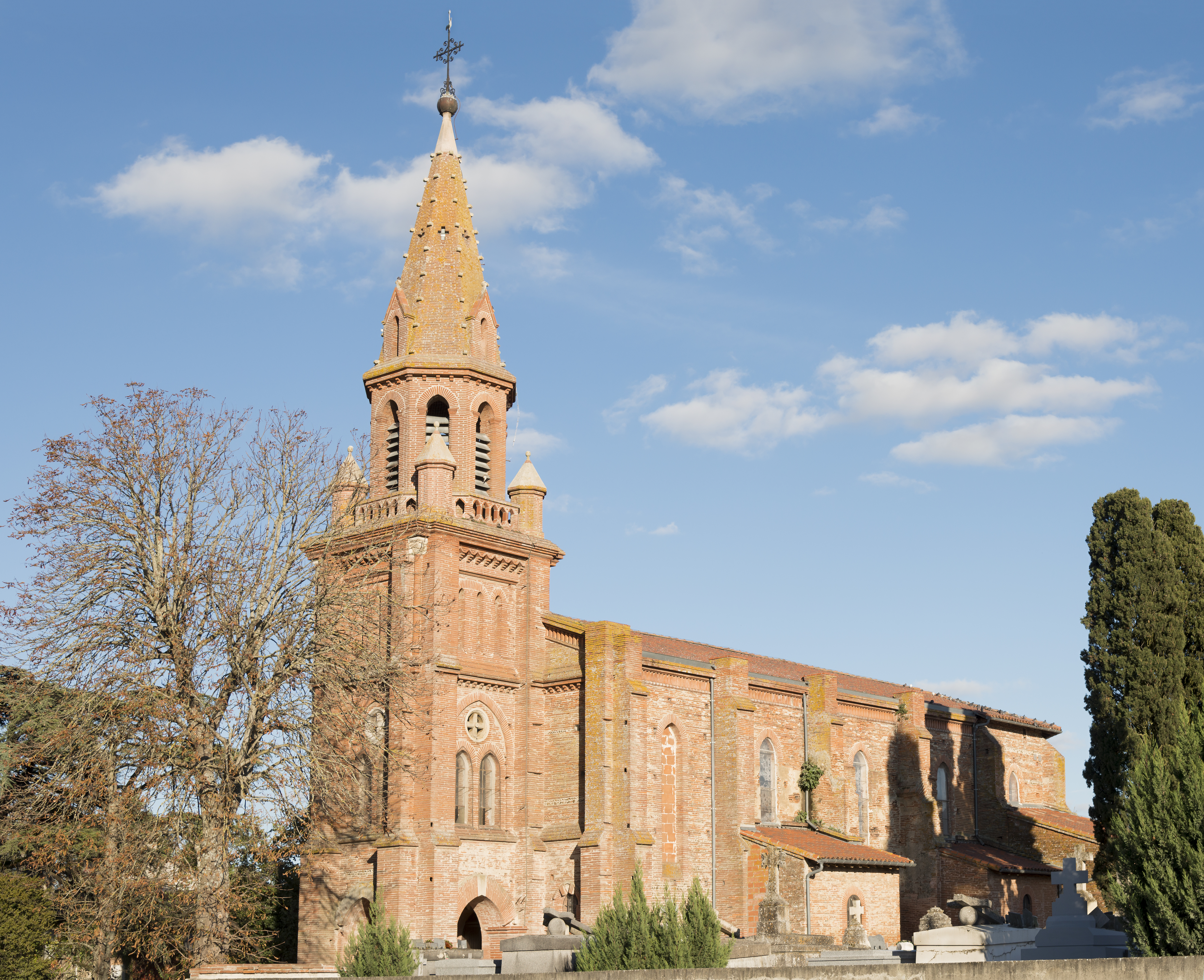
Biserica
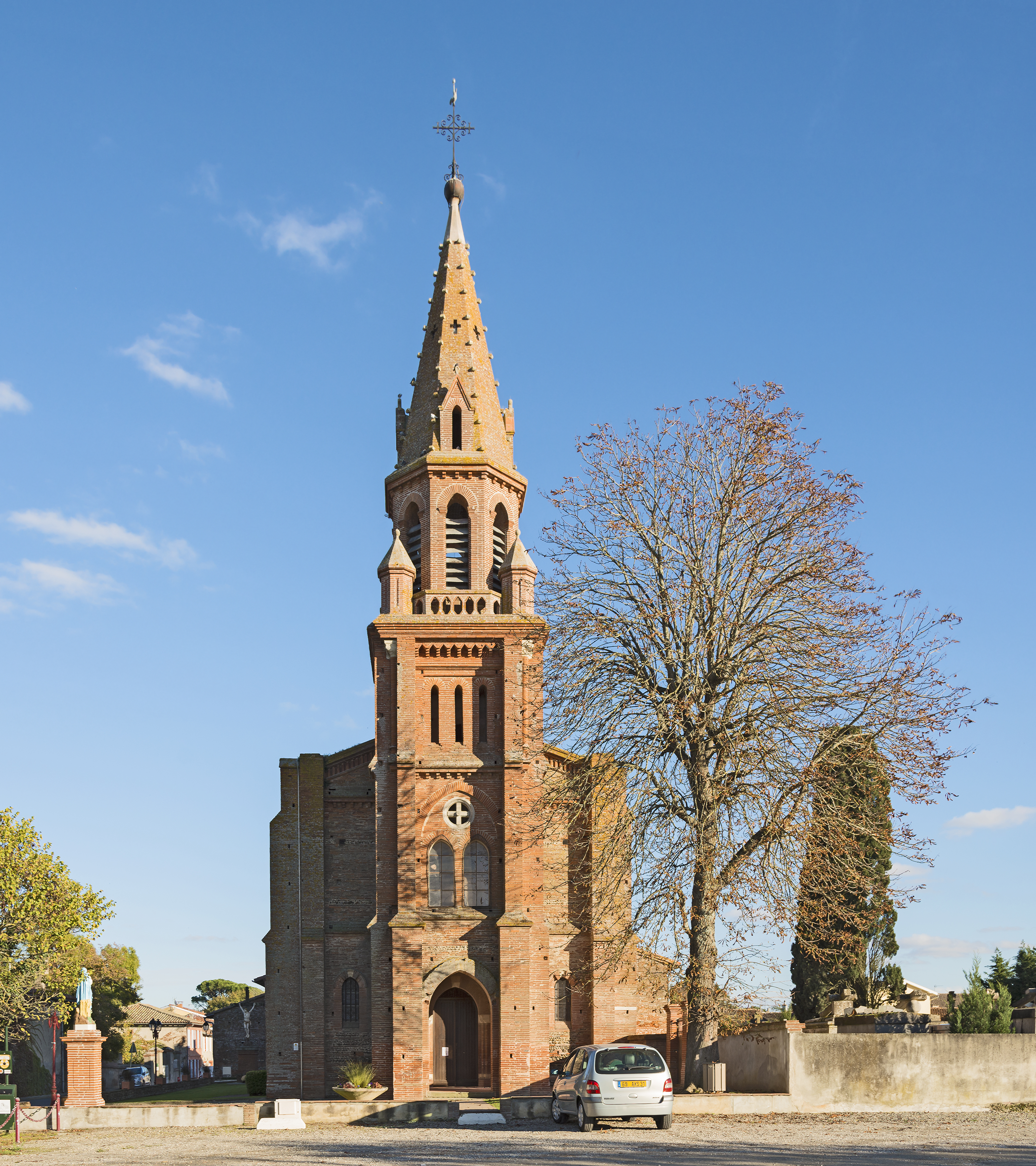